# Yasser Al-Qahtani
Yasser Saeed Al-Qahtani (tiếng Ả Rập: ياسر سعيد القحطاني; sinh ngày 10 tháng 10 năm 1982) là một cựu cầu thủ bóng đá người Ả Rập Xê Út. Anh từng thi đấu ở vị trí tiền đạo cho câu lạc bộ Al-Hilal FC thuộc Giải bóng đá vô địch quốc gia Ả Rập Xê Út. Anh cũng từng là đội trưởng của đội tuyển bóng đá quốc gia Ả Rập Xê Út. Yasser được công nhận rộng rãi là một trong những cầu thủ bóng đá Ả Rập Xê Út xuất sắc nhất của thế kỷ 21.

## Thống kê sự nghiệp

### Bàn thắng quốc tế
| #   | Ngày                 | Địa điểm                                                             | Đối thủ      | Bàn thắng | Kết quả | Giải đấu                            |
| --- | -------------------- | -------------------------------------------------------------------- | ------------ | --------- | ------- | ----------------------------------- |
| 1.  | 26 tháng 12 năm 2002 | Sân vận động Câu lạc bộ Thể thao Al Kuwait, Thành phố Kuwait, Kuwait | Yemen        | 1–1       | 2–2     | Cúp bóng đá các quốc gia Ả Rập 2002 |
| 2.  | 26 tháng 12 năm 2002 | Sân vận động Câu lạc bộ Thể thao Al Kuwait, Thành phố Kuwait, Kuwait | Yemen        | 2–2       | 2–2     | Cúp bóng đá các quốc gia Ả Rập 2002 |
| 3.  | 8 tháng 10 năm 2003  | Sân vận động Hoàng tử Abdullah al-Faisal, Jeddah, Ả Rập Xê Út        | Bhutan       | 4–0       | 6–0     | Vòng loại Asian Cup 2004            |
| 4.  | 6 tháng 1 năm 2004   | Sân vận động Kazma SC, Thành phố Kuwait, Kuwait                      | Oman         | 2–1       | 2–2     | Cúp bóng đá vịnh Ả Rập lần thứ 16   |
| 5.  | 8 tháng 1 năm 2004   | Sân vận động Kazma SC, Thành phố Kuwait, Kuwait                      | Yemen        | 1–0       | 2–0     | Cúp bóng đá vịnh Ả Rập lần thứ 16   |
| 6.  | 8 tháng 1 năm 2004   | Sân vận động Kazma SC, Thành phố Kuwait, Kuwait                      | Yemen        | 2–0       | 2–0     | Cúp bóng đá vịnh Ả Rập lần thứ 16   |
| 7.  | 18 tháng 2 năm 2004  | Sân vận động Quốc tế Nhà vua Fahd, Riyadh, Ả Rập Xê Út               | Indonesia    | 3–0       | 3–0     | Vòng loại World Cup 2006            |
| 8.  | 18 tháng 7 năm 2004  | Sân vận động Long Tuyền Dịch Tứ Xuyên, Thành Đô, Trung Quốc          | Turkmenistan | 1–1       | 2–2     | Asian Cup 2004                      |
| 9.  | 18 tháng 7 năm 2004  | Sân vận động Long Tuyền Dịch Tứ Xuyên, Thành Đô, Trung Quốc          | Turkmenistan | 2–1       | 2–2     | Asian Cup 2004                      |
| 10. | 1 tháng 9 năm 2004   | Sân vận động Quốc tế Nhà vua Fahd, Riyadh, Ả Rập Xê Út               | Kuwait       | 1–1       | 1–1     | Giao hữu                            |
| 11. | 8 tháng 9 năm 2004   | Sân vận động Olympic, Ashgabat, Turkmenistan                         | Turkmenistan | 1–0       | 1–0     | Vòng loại World Cup 2006            |
| 12. | 12 tháng 10 năm 2004 | Sân vận động Gelora Bung Karno, Jakarta, Indonesia                   | Indonesia    | 3–1       | 3–1     | Vòng loại World Cup 2006            |
| 13. | 11 tháng 12 năm 2004 | Sân vận động Ahmed bin Ali, Doha, Qatar                              | Kuwait       | 1–0       | 1–2     | Cúp bóng đá vịnh Ả Rập lần thứ 17   |
| 14. | 25 tháng 3 năm 2005  | Sân vận động Hoàng tử Mohamed bin Fahd, Dammam, Ả Rập Xê Út          | Hàn Quốc     | 2–0       | 2–0     | Vòng loại World Cup 2006            |
| 15. | 14 tháng 2 năm 2006  | Sân vận động Hoàng tử Abdullah al-Faisal, Jeddah, Ả Rập Xê Út        | Syria        | 1–0       | 1–1     | Giao hữu                            |
| 16. | 14 tháng 6 năm 2006  | Allianz Arena, München, Đức                                          | Tunisia      | 1–1       | 2–2     | World Cup 2006                      |
| 17. | 9 tháng 8 năm 2006   | Sân vận động Hoàng tử Mohamed bin Fahd, Dammam, Ả Rập Xê Út          | Bahrain      | 1–0       | 1–0     | Giao hữu                            |
| 18. | 16 tháng 8 năm 2006  | Sân vận động Salt Lake, Calcutta, Ấn Độ                              | Ấn Độ        | 1–0       | 3–0     | Vòng loại Asian Cup 2007            |
| 19. | 16 tháng 8 năm 2006  | Sân vận động Salt Lake, Calcutta, Ấn Độ                              | Ấn Độ        | 2–0       | 3–0     | Vòng loại Asian Cup 2007            |
| 20. | 16 tháng 8 năm 2006  | Sân vận động Salt Lake, Calcutta, Ấn Độ                              | Ấn Độ        | 3–0       | 3–0     | Vòng loại Asian Cup 2007            |
| 21. | 11 tháng 10 năm 2006 | Sapporo Dome, Sapporo, Nhật Bản                                      | Nhật Bản     | 1–2       | 1–3     | Vòng loại Asian Cup 2007            |
| 22. | 8 tháng 1 năm 2007   | Sân vận động Hoàng tử Mohamed bin Fahd, Dammam, Ả Rập Xê Út          | Gambia       | 2–0       | 3–0     | Giao hữu                            |
| 23. | 8 tháng 1 năm 2007   | Sân vận động Hoàng tử Mohamed bin Fahd, Dammam, Ả Rập Xê Út          | Gambia       | 3–0       | 3–0     | Giao hữu                            |
| 24. | 18 tháng 1 năm 2007  | Sân vận động Al-Nahyan, Abu Dhabi, UAE                               | Bahrain      | 1–1       | 2–1     | Cúp bóng đá vịnh Ả Rập lần thứ 18   |
| 25. | 18 tháng 1 năm 2007  | Sân vận động Al-Nahyan, Abu Dhabi, UAE                               | Bahrain      | 2–1       | 2–1     | Cúp bóng đá vịnh Ả Rập lần thứ 18   |
| 26. | 24 tháng 1 năm 2007  | Sân vận động Al-Nahyan, Abu Dhabi, UAE                               | Iraq         | 1–0       | 1–0     | Cúp bóng đá vịnh Ả Rập lần thứ 18   |
| 27. | 11 tháng 7 năm 2007  | Sân vận động Gelora Bung Karno, Jakarta, Indonesia                   | Hàn Quốc     | 1–1       | 1–1     | Asian Cup 2007                      |
| 28. | 14 tháng 7 năm 2007  | Sân vận động Gelora Bung Karno, Jakarta, Indonesia                   | Indonesia    | 1–0       | 2–1     | Asian Cup 2007                      |
| 29. | 22 tháng 7 năm 2007  | Sân vận động Gelora Bung Karno, Jakarta, Indonesia                   | Uzbekistan   | 1–0       | 2–1     | Asian Cup 2007                      |
| 30. | 25 tháng 7 năm 2007  | Sân vận động Quốc gia Mỹ Đình, Hà Nội, Việt Nam                      | Nhật Bản     | 1–0       | 3–2     | Asian Cup 2007                      |
| 31. | 11 tháng 9 năm 2007  | Sân vận động Quốc tế Nhà vua Fahd, Riyadh, Ả Rập Xê Út               | Ghana        | 1–0       | 5–0     | Giao hữu                            |
| 32. | 11 tháng 9 năm 2007  | Sân vận động Quốc tế Nhà vua Fahd, Riyadh, Ả Rập Xê Út               | Ghana        | 3–0       | 5–0     | Giao hữu                            |
| 33. | 9 tháng 11 năm 2007  | Sân vận động Hoàng tử Abdullah al-Faisal, Jeddah, Ả Rập Xê Út        | Estonia      | 2–0       | 2–0     | Giao hữu                            |
| 34. | 25 tháng 11 năm 2007 | Sân vận động Quốc tế Cairo, Cairo, Ai Cập                            | Ai Cập       | 1–2       | 1–2     | Đại hội Thể thao Liên Ả Rập 2007    |
| 35. | 30 tháng 1 năm 2008  | Sân vận động Quốc tế Nhà vua Fahd, Riyadh, Ả Rập Xê Út               | Luxembourg   | 2–0       | 2–1     | Giao hữu                            |
| 36. | 6 tháng 2 năm 2008   | Sân vận động Quốc tế Nhà vua Fahd, Riyadh, Ả Rập Xê Út               | Singapore    | 1–0       | 2–0     | Vòng loại World Cup 2010            |
| 37. | 2 tháng 6 năm 2008   | Sân vận động Quốc tế Nhà vua Fahd, Riyadh, Ả Rập Xê Út               | Liban        | 1–1       | 4–1     | Vòng loại World Cup 2010            |
| 38. | 2 tháng 6 năm 2008   | Sân vận động Quốc tế Nhà vua Fahd, Riyadh, Ả Rập Xê Út               | Liban        | 4–1       | 4–1     | Vòng loại World Cup 2010            |
| 39. | 8 tháng 1 năm 2009   | Sân vận động Cảnh sát Hoàng gia Oman, Muscat, Oman                   | Yemen        | 1–0       | 6–0     | Cúp bóng đá vịnh Ả Rập lần thứ 19   |
| 40. | 11 tháng 1 năm 2009  | Khu liên hợp thể thao Sultan Qaboos, Muscat, Oman                    | UAE          | 1–0       | 3–0     | Cúp bóng đá vịnh Ả Rập lần thứ 19   |
| 41. | 4 tháng 6 năm 2009   | Sân vận động bóng đá TEDA, Thiên Tân, Trung Quốc                     | Trung Quốc   | 1–0       | 4–1     | Giao hữu                            |
| 42. | 9 tháng 1 năm 2013   | Sân vận động Thành phố Thể thao Khalifa, Isa Town, Bahrain           | Yemen        | 1–0       | 2–0     | Cúp bóng đá vịnh Ả Rập lần thứ 21   |